# Roland Wallström
Sten Roland Wallström, född 9 augusti 1935, död 29 mars 2015, var en svensk jurist som var lagman i Bodens tingsrätt från 1979 till 1995.
Wallström blev lagman vid Bodens tingsrätt 10 oktober 1979, efter att varit rådman i Luleå tingsrätt sedan 30 juni 1970 . Den 11 mars 1995 tillträdde han en tjänst som hyresråd i Hyresnämnden i Stockholm.